# Улица Михаила Кравчука
Улица Михаила Кравчука — улица в Дарницком районе, города Киева, местность Харьковский массив. Пролегает от улицы Ревуцкого до Харьковского шоссе.

## История
Возникла на рубеже 1990-х — 2000-х годов (между 1998 и 2000 годами) как проезд без названия между Харьковским шоссе и улицей Ревуцкого. Современное название в честь украинского ученого, математика М. П. Кравчука — с 2009 года.

## Галерея

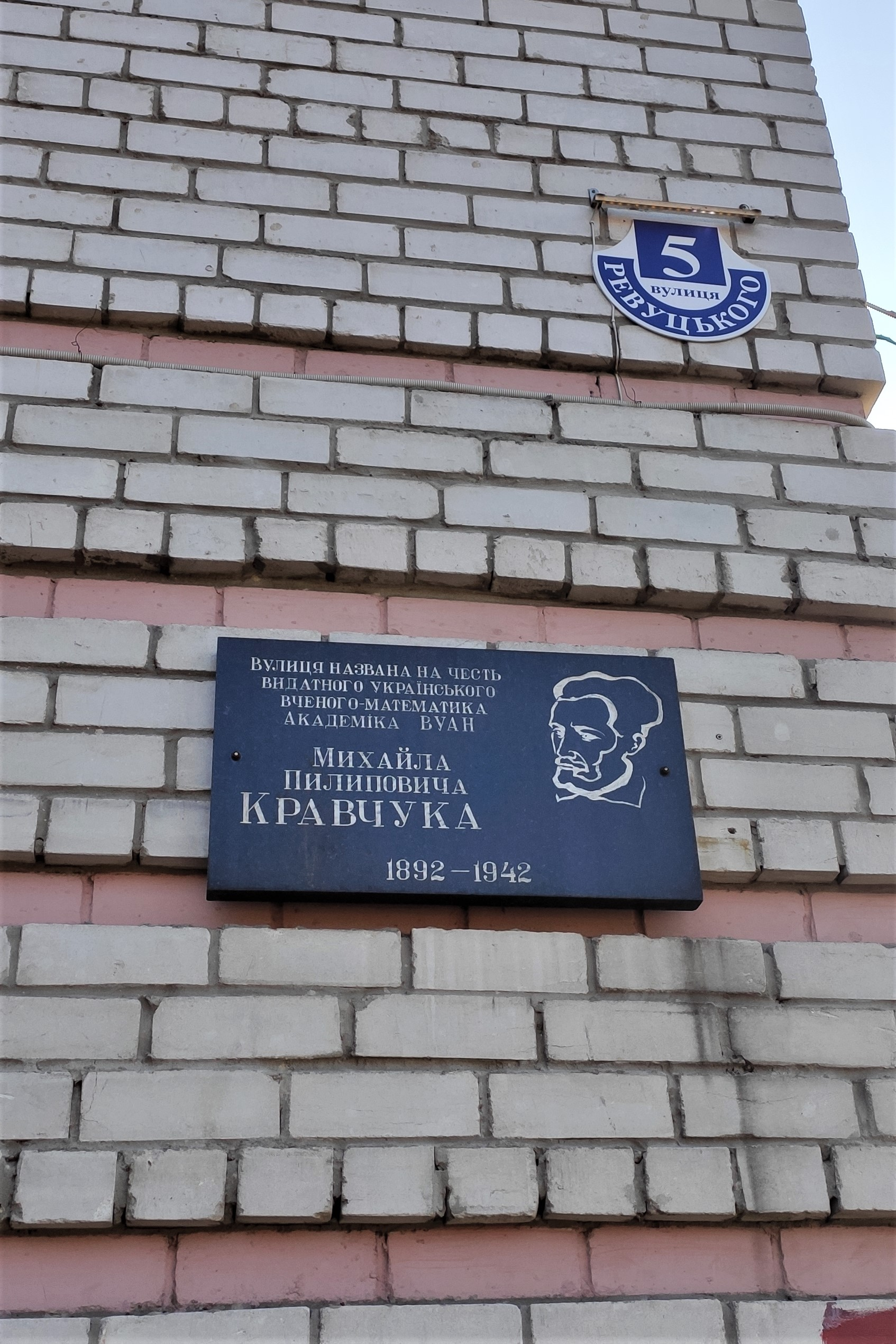
Анотационная доска